# Valentina Muñoz
Valentina Juliette Muñoz Rabanal (Santiago de Chile, 21 de julio de 2002), también conocida como Chica Rosadita, es una influencer de programacióny activista feminista chilena que aboga por los derechos de las niñas y las jóvenes para disminuir la brecha de género en las disciplinas de la rama STEM y defensora de los derechos digitales. Fue reconocida como la persona más joven en contribuir en la construcción de la Primera Política de inteligencia artificial en su país. En 2021 fue nombrada como Defensora de los Objetivos de Desarrollo Sostenible (ODS) por el secretario general de las Naciones Unidas, convirtiéndose en la primera mujer latinoamericana en el cargo.

## Biografía

### Primeros años
Es hija de Jocelyn Rabanal y Aladino Muñoz, quienes motivaron su pasión por la ciencia llevándola a panoramas gratuitos que la acercaran a la cultura. Su primer acercamiento a la tecnología ocurrió cuando acompañó a su madre a su lugar de trabajo en Telefónica y observó cómo el equipo de informática atendía un ciberataque.

### Educación
Cursó su educación secundaria en el Liceo Carmela Carvajal, donde participó en el equipo de selección de robótica entre 2014 y 2018, y egresó en 2020. En 2016 participó de un curso anual de programación en la Universidad de Chile en el que aprendió a programar en Java. Es Tricampeona Regional (2015, 2016 y 2017), Campeona Nacional (2017) y Campeona Internacional (2018) del Concurso de robótica FIRST Lego League,siendo miembro del primer equipo compuesto únicamente por mujeres en clasificar a la categoría internacional.
En 2021 comenzó a estudiar Ingeniería Civil Informática en la Universidad Técnica Federico Santa María.

## Activismo
En 2019 cofundó de la Asociación de Mujeres Jóvenes por las Ideas (Amuji), que presidió hasta el año 2021. En 2019, participó de la Consulta Regional de América Latina y el Caribe por la Plataforma Acción de Beijing +25 organizada por ONU Mujeres. 
En 2019 se incorporó al Consejo Adolescente de la Defensoría de la Niñez, hasta cumplir la mayoría de edad, recibiendo el reconocimiento “Todos Somos Defensores”. Durante  2020 lideró una iniciativa para incluir las voces de niñas y adolescentes en la primera Política de inteligencia artificial en Chile, organizada por Amuji y UNICEF, y por la cual es reconocida como la persona más joven en contribuir a la construcción de dicho documento.Al año siguiente, colaboró con el Ministerio de Ciencia como Embajadora Juvenil de la Política de Igualdad de Género en CTCI (Ciencia, Tecnología, Conocimiento e Innovación).
En septiembre de 2021 asumió el cargo honorífico de SDG Advocate para las Naciones Unidas, nombrada por el secretario general, António Guterres, siendo la primera latinoamericana en ostentar dicho título.
En 2022 fue elegida por la ONU para dar del discurso de apertura en la edición de ese año del Foro Político de Alto Nivel del Consejo Económico y Social de la ONU.

## Publicaciones
- Chica Rosadita y la Gran Hackaton (2023). Santiago, Editorial B de Blok. ISBN 9789566205333

## Premios y reconocimientos
- Tricampeona Regional en Concurso de Robótica FIRST Lego League (2015, 2016, 2017)[10]
- Tercer lugar Nacional en Concurso de Robótica FIRST Lego League (2017)[17]
- Segundo lugar "Inspiration Award" Concurso de Robótica Internacional FIRST Lego League Razorback Open Invitational (2018)
- Segundo lugar Nacional en Stockholm Junior Water Prize (2019)
- Reconocimiento “Exceptional Women of Excellence” del Women Economic Forum (2021)[18]
- Premio InspiraTEC en la categoría “Joven Inspiradora” del Ministerio de Economía, Fomento y Turismo (2021)[19]
- Premio Women that builds Edition en la categoría nacional e internacional "Rising Star" en los Globant Awards (2021)
- 100 jóvenes líderes, de la Universidad Adolfo Ibáñez y El Mercurio (2021)
- 100 Mujeres Líderes, de Mujeres Empresarias y El Mercurio (2022)
- Hija Ilustre de Quilicura, por la I. Municipalidad de Quilicura (2022)